# Inside a Skinhead
Inside a Skinhead (Originaltitel: The Believer) ist ein US-amerikanischer Film von Henry Bean. Er basiert auf der Geschichte von Daniel Burros, einem Juden, der in den 1960ern Mitglied der American Nazi Party und des Ku Klux Klans war. Die Geschichte wurde jedoch in die Gegenwart übertragen.

## Handlung
Danny Balint ist ein US-amerikanischer Jude, der als Junge von seinen Eltern auf eine jüdische Religionsschule (Jeschiwa) geschickt wird. Nach langen Diskussionen mit seinem Lehrer bricht er mit der jüdischen Religion. Besonders die Geschichte von Abraham, der seinen eigenen Sohn opfern soll, stößt ihn ab. Als Erwachsener ist er zu einem neonazistischen Skinhead geworden, dessen Hass sich vor allem auf Juden kanalisiert. Bei einem Treffen mehrerer Neonazis in New York lernt er die nationalsozialistischen Intellektuellen Curtis Zampf und Lina Moebius kennen, die sich von seiner Intelligenz beeindruckt zeigen, seinen Antisemitismus jedoch als Schwäche abtun. Dennoch laden sie ihn und seine Freunde zu einem Neonazicamp im Wald ein. Er beginnt außerdem eine Affäre mit Carla Moebius, der Tochter von Lina. Kurz vor dem Beginn des Camps wird er von Guy Danielsen, einem Journalisten, der unter anderem für die New York Times arbeitet, kontaktiert. Dieser hat glaubwürdige Aussagen, die ihn als Juden entlarven würden. Danny bestreitet alles und bedroht den Journalisten mit einer Waffe. Unter anderem sagt er, er würde sich umbringen, wenn Guy den Artikel publizieren würde.
Im Camp wird er an der Waffe ausgebildet und freundet sich mit einem Sprengstoffexperten an. Die Gruppe, die vor allem aus bulligen Neonazis besteht, wird in der Folge in einem koscheren Restaurant auffällig und zu Sozialstunden verurteilt; in einem Geschichtsseminar wird sie mit Holocaust-Überlebenden konfrontiert. Obwohl die Gruppe sich über die älteren Menschen lustig macht und Vernichtungsphantasien kolportiert, ist Danny vom Bericht eines Vaters sehr bewegt. Dieser hatte zusehen müssen, wie deutsche Soldaten sein Kleinkind mit einem Bajonett ermordeten. Spätestens ab diesem Zeitpunkt merkt man, dass Danny die Juden wegen ihrer „Schwäche“ hasst. Kurz darauf plant die Gruppe ein Sprengstoffattentat auf eine Synagoge. Als die Gruppe sich über eine Tora-Rolle lustig macht und diese beschmutzt, entwendet Danny diese heimlich und flickt sie wieder. Dabei stellt er sich vor, er sei der Wehrmachtssoldat gewesen, der das Kind ermordet. Die Bombe geht letztlich nicht hoch, weil die Batterie der Zeitschaltuhr zu schwach ist. Mit dem Schützen Drake soll Danny den jüdischen Banker Ilio Manzetti erschießen. Danny schießt allerdings daneben und Drake unterstellt ihm, dies absichtlich getan zu haben. Während ihres Disputs entdeckt Drake einen Tallit, den Danny verdeckt unter seiner Kleidung trägt. Vor Panik schießt er Drake an und verlässt das Anwesen Illios.
In der Zwischenzeit bringt er Carla Hebräisch bei und findet wieder zu seiner jüdischen Gemeinde in New York. Trotz der zwei missglückten Anschläge haben Curtis und Lina noch Vertrauen zu Danny. Auf Grund seiner Intelligenz und seiner rhetorischen Fähigkeiten soll er für eine neonazistische Organisation auf Veranstaltungen Reden halten und so neue Sympathisanten gewinnen. Die ersten Auftritte verlaufen erfolgreich, bis Danny auf einer Versammlung US-amerikanischer Neonazis ein jüdisches Gebet anstimmt und die Teilnehmer schockiert, indem er erklärt, man könne die Juden nur vernichten, wenn man sie wahrhaft lieben würde. Curtis und Lina werfen Danny raus, doch kurz darauf wird Ilio Manzetti umgebracht und die Presse bringt Danny mit dem Mord in Verbindung. Guy Danielsen enthüllt Dannys jüdische Herkunft.
Als letzten Coup plant er, beim Vorbeten in einer Synagoge eine Bombe zu zünden und sich dabei umzubringen. Beim Gebet sind jedoch sowohl Carla als auch Dannys jüdische Freunde anwesend. Kurz bevor die Bombe zündet, schickt er alle nach draußen und bleibt selbst im Zentrum der Explosion. Die letzte Szene zeigt Daniel als Schüler seiner alten Talmudschule und seinen alten Lehrer. In einer Endlosschleife läuft Daniel die Treppen zum Klassenraum hoch, unter den Worten des Lehrers, dass dort oben nichts sei.

## Hintergrund
Bean wurde durch seine Arbeit mit Filmstudenten am Queens College zu Inside a Skinhead inspiriert. Er entwickelte den Ausgangsstoff weiter und verfasste unter dem Eindruck des Buches One More Victim von Arthur Gelb und A. M. Rosenthal in den Jahren 1997 und 1998 zusammen mit Mark Jakobson das Drehbuch zu Inside a Skinhead. One More Victim erzählt die Lebensgeschichte von Daniel Burros, einem Juden, der in den 1960ern Mitglied der American Nazi Party und des Ku Klux Klans war.
Der erste Versuch, das Drehbuch unter Beans Regie zu verfilmen, scheiterte aufgrund unüberbrückbarer Differenzen mit den Produzenten. Bean gründete daraufhin mit Christopher Robert die Produktionsfirma Fuller Films und realisierte den Film selbst – zusammen mit Seven Arts Pictures. Die Dreharbeiten fanden in New York City und in Alpine statt.
Der Film fand nach der Fertigstellung und der erfolgreichen Uraufführung auf dem Sundance Filmfestival am 19. Januar 2001 keinen Filmverleih. Bean und Susan Hoffmann führten dies auf den Einfluss des Leiters des Simon Wiesenthal Centers zurück, der dem Film kritisch gegenüberstand. Die Fernsehrechte wurden schließlich im April 2001 an Showtime, einen privaten US-amerikanischen Pay-TV-Sender, veräußert, der Inside a Skinhead erstmals am 17. März 2002 ausstrahlte. Die Rechte am Kinoverleih gingen schließlich an Fireworks Pictures. Der US-amerikanische Kinostart war am 17. Mai 2002.
Die Produktionskosten betrugen 1,5 Millionen US-Dollar. Die Kino-Einspielergebnisse in den USA werden auf Box Office Mojo mit knapp 417.000 US-Dollar und in den Ländern Frankreich, Italien, Spanien und Mexiko mit insgesamt über 892.000 US-Dollar angegeben. In Deutschland war der Film nicht in den Kinos zu sehen. Die DVD mit deutscher Synchronisation wurde am 12. Juni 2009 von Capelight Pictures veröffentlicht.

## Kritiken
Inside a Skinhead erhielt bei Rotten Tomatoes zu 83 Prozent eine positive Bewertung, die auf 93 Bewertungen basieren. Die durchschnittliche Bewertung ist 7,3 von 10.
Jamie Russell von BBC Film wertete, es sei ein ehrfürchtiger, aber auch „ein verspäteter Anwärter für einen der besten Filme des Jahres – ein intellektuell atemberaubender, zutiefst bewegender Film.“
Todd McCarthy schrieb für Variety: „Bean befasst sich mit den Kernelementen dieser seltsamen und merkwürdig zwingenden Situation mit bewundernswerter Offenheit und Intelligenz, die jedoch an den Rändern umkreist.“ Die Grundsätze von Zampf und Moebius’ politischer Bewegung finden zu wenig Beachtung und viele Szenen seien lächerlich.
Julie Salamon für die New York Times meinte: „Dieses vorsätzlich provokante Filmportrait […] bietet viel Raserei, Schamlosigkeit und Schock, aber wenig Einblick in die Psychopathologie des Charakters.“ Der augenfälligste Moment des Films tritt ein, als Danny mit dem Holocaust-Überlebenden konfrontiert wird und fragt, warum sie sich so brutal behandeln ließen. Einer von ihnen, ein alter Mann, antwortet mit der Frage: „Was sollen wir von dir lernen, Daniel? Es ist eine gute Frage, die nie beantwortet wurde.“
Peter Travers für Rolling Stone wertete: dass es „ein heikles Thema“ sei, doch „Gosling bietet eine großartige (…) Performance, von der noch lange gesprochen wird.“
Die Online-Filmdatenbank meinte dazu: „Dieser Film lässt American History X wie eine MTV–Verfilmung aussehen“, werben die Produzenten auf dem Cover. Und in der Tat „brillier[e] der Film mit in den Bann ziehenden Dialogen, mit einer omnipotenten Präsenz des Hauptdarstellers und seinem Wort. Im Gegensatz zur physischen Gewalt in American History X schleicht sich hier die Gewalt des Wortes […] subtil ein. Die Gewaltszene am Anfang dient hier eher dazu[,] den angestauten Frust zu zeigen und die Enttäuschung, welche er in der Kindheit erlebte[,] zu symbolisieren.“

## Auszeichnungen
2001 gewann der Film den Großen Preis der Jury des Sundance Film Festivals.